# Hydrelia rubricosta
Hydrelia rubricosta là một loài bướm đêm trong họ Geometridae.